# 下毛野氏
下毛野氏（しもつけのうじ、しもつけぬうじ）は、「下毛野」を氏の名とする氏族。
第10代崇神天皇皇子の豊城入彦命の後裔を称する皇別氏族で、「下毛野君（公）」のち「下毛野朝臣」姓を称した。

## 概要
大化以後に中級貴族、10世紀以後は公家の下級武官として活躍した氏族である。国史には当初より朝廷に仕えた氏族として記載されており、大化以前の動向は明らかでない。名称の「下毛野」に見えるように、元々は下毛野地域（現・栃木県南西部）における豪族であったと推測されているが、記載が少なく定かでない。
名称にある「毛野」とは古代の群馬県・栃木県南西部を指す地域名称で、都に近い側を「上毛野」（のち上野国（現・群馬県））、遠い側を「下毛野」（のち那須を加えて下野国（現・栃木県））としたのが基となっている。

## 出自

### 文献上の記載
『日本書紀』には第10代崇神天皇が皇子の豊城命（豊城入彦命/豊木入日子命）に東国統治を命じたと記載するが、その豊城命について「上毛野君・下毛野君の祖」であると付記している。なお豊城入彦命がそれらの祖である旨は、『古事記』にも記されている。
平安時代初期の弘仁6年（815年）『新撰姓氏録』には下毛野朝臣について「崇神天皇皇子の豊城入彦命の後」と記載されており、豊城入彦命の後裔であることが公称されていた。なお『新撰姓氏録』に見られるように豊城入彦命の後裔を称する氏族は他にも多くあるが、中でも下毛野朝臣のほか上毛野朝臣、大野朝臣、池田朝臣、佐味朝臣、車持朝臣の6氏族は「東国六腹朝臣」と総称され、ともに毛野地域（群馬県・栃木県南西部）出身で出自を同じくするという。
『続日本紀』には慶雲4年（707年）に下毛野石代が姓を「下毛野朝臣」から「下毛野川内朝臣」に変えたという記載があり、下野国河内郡との関係が指摘されている。
また疑いも多いが、『先代旧事本紀』「国造本紀」では、仁徳天皇の御世に豊城命四世孫の奈良別が初めて下毛野国造に任じられたと記されている。奈良別については「六世孫の下毛君奈良」と記載する文献もあり、下毛野氏一族とも推定されている。

### 考古資料による考証

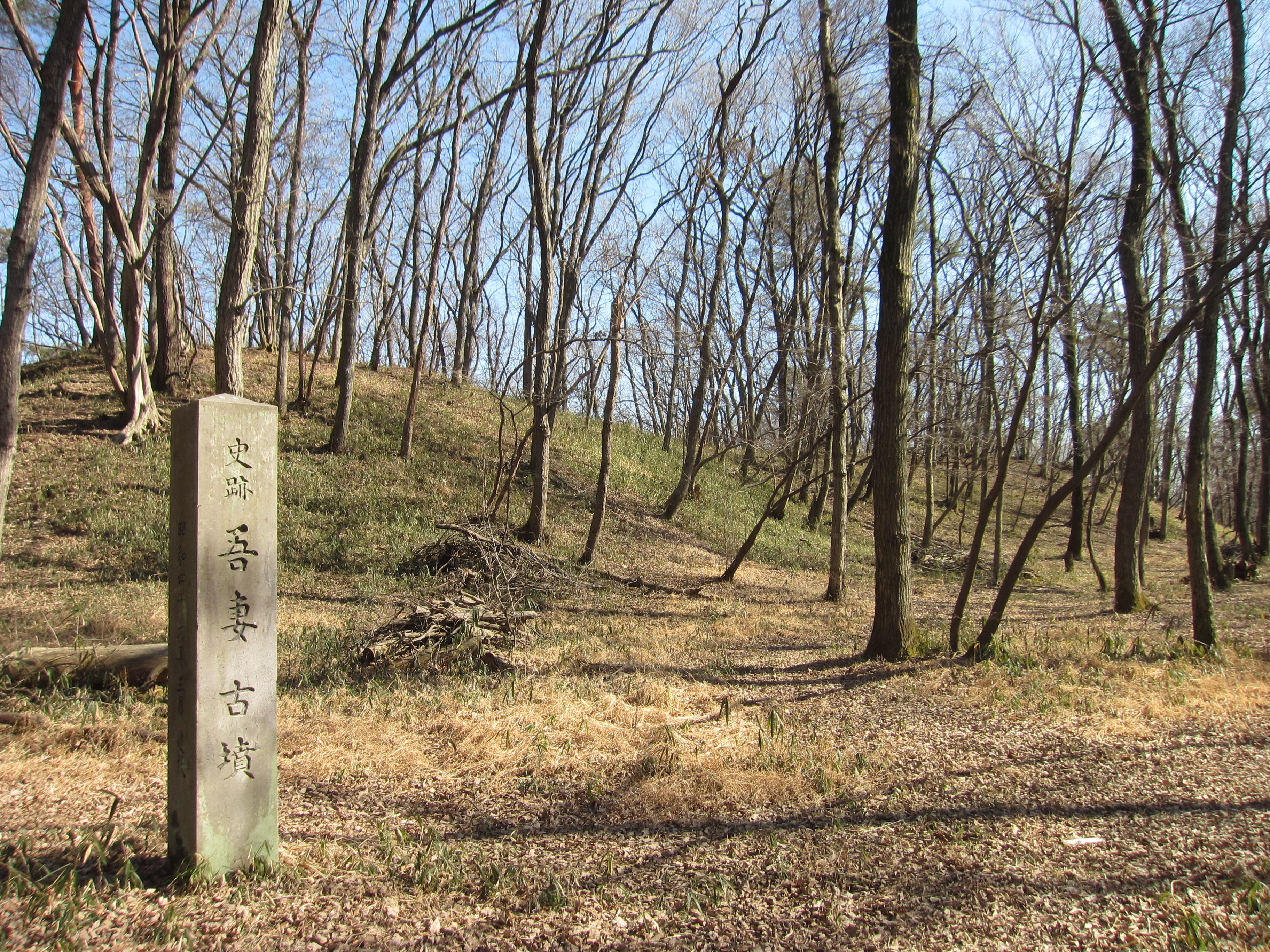
吾妻古墳（栃木県栃木市・壬生町）
下野型古墳で、下毛野氏との関係が指摘される。

毛野地域（群馬県・栃木県南西部）には古墳時代に多くの古墳が築かれたが、下毛野地域においては5世紀末から6世紀に小山市北部において最大規模の摩利支天塚古墳（墳丘長121メートル）と琵琶塚古墳（123メートル）が築かれた。
代わってやや北方の壬生町南部に、両古墳とは性格の異なる「下野型古墳」と呼ばれる独特の前方後円墳群が築かれた。これら下野型古墳が下毛野氏一族の墓と解されている。また、古墳群は山王塚古墳（6世紀末から7世紀初頭）まで続いたのち、円墳に変化することから、この頃にヤマト王権の東国支配が完了し下毛野氏一族は中央に居を移したと指摘される。
古墳群北東の下野薬師寺は下毛野古麻呂による氏寺としての建立と伝わることからも、当地と下毛野氏の関係の深さがうかがわれる。また、古墳群付近には下野国庁や下野国分寺・国分尼寺も建立されており、一帯はのちの下野国においても中心地であった。

## 歴史
飛鳥時代以降の歴史としは、天武天皇13年（684年）11月で、八色の姓において他の52氏とともに「下毛野君」に朝臣の姓が授けられたとされる。
一族としては下毛野古麻呂が特に名高く、『大宝律令』撰定に従事したことが知られる。また、大学助教であった下毛野虫麻呂が『懐風藻』に漢詩を残しているように、学問的活躍が目立っている。
しかしながら以後は中央の中・下級貴族にとどまり、10世紀以降は近衛府の舎人や院・摂関家の随身としての活躍が見られる。摂関家とは藤原道長の頃から結びつきを強め、家人として供奉・警固の任にあたった。その関係で馬術・鷹飼・舞楽・調理に優れ、厩所・随身所・雑色所の長を務め、荘園の管理も行なっていた。
その後も山城国乙訓郡の調子荘を本領として任にあたっていたが、室町時代中期以降衰退したという。

## 主な下毛野氏

### 人物
- 下毛野古麻呂 - 正四位下、式部卿大将軍。『大宝律令』撰定に従事。下野薬師寺を氏寺として建立したという。
- 下毛野石代 - 従五位下。下毛野川内朝臣に改姓。また征夷副将軍に任じられる。
- 下毛野虫麻呂 - 大学助教。式部員外少輔。『懐風藻』に漢詩が残る。
- 下毛野多具比 - 従五位上、遠江守。
- 下毛野稻麻呂 - 従四位下。
- 下毛野公時 - 近衛舎人、番長、藤原道長の随身。童話「金太郎」のモデルとなったとされる[11]。

他氏出身
- 下毛野根麻呂 - 外従五位下。吉弥侯のち下毛野公。

### 氏族・家
左右近衛府地下官人の調子家・富家が下毛野姓を称し、江戸時代を通じて存続した。
また、宇都宮氏など下野地域の社家・武家に後裔と推測される氏族がある。